# Pěšina

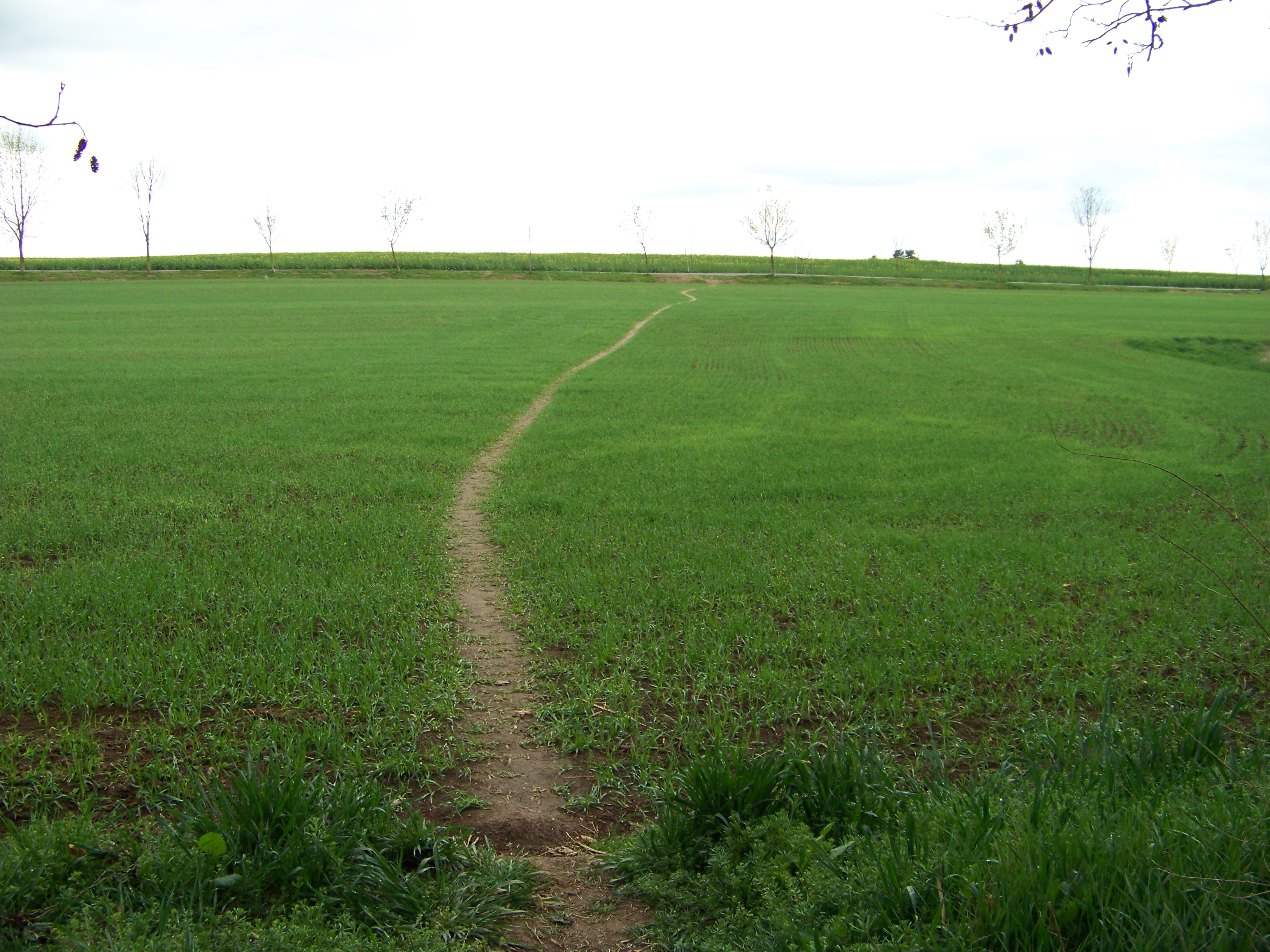
Ušlapaná pěšina k cestě Kolovraty – Benice v Praze je přirozeně nejkratší cestou

Pěšina je úzká vyšlapaná cestička v přírodním terénu, určená převážně pro pěší provoz, která nevznikla cílenou stavební činností, avšak mohly na ní být provedeny dodatečné místní stavební (zemní) úpravy. Povrch pěšiny je zhutněn zešlapáním a proto zpravidla na rozdíl od okolní plochy není porostlý vegetací nebo je jeho vegetační skladba pozměněna. Pěšiny mohou být vyšlapané i zvěří či zvířaty (tzv. veskl nebo ochoz), někdy se jako pěšiny označují i cestičky vyjeté jízdními koly. Slovo stezka označuje cestičku o něco vyšší kvality, záměrně budovanou. Pěšina je místní komunikací IV. třídy nebo účelovou komuníkací.
V českém zákoně o ochraně přírody a krajiny jsou pěšiny bez bližší definice jmenovány jako součást výčtu „veřejně přístupné účelové komunikace, stezky a pěšiny“ (v jiné formulaci nahrazeném společným slovem cesty): podléhají evidenci obecního úřadu a mimo zastavěné území obce je zakázáno je zřizovat nebo rušit bez souhlasu pověřeného obecního úřadu (v Praze úřadu městské části).
V ČSN 73 6108 Lesní dopravní síť (3/1996) je v požadavcích na projektování stanoveno, že lesní pěšiny se zřizují tak, aby podchytávaly turisticky zajímavá místa (kardinální body), a že jejich povrch je výhradně přírodní (přirozené podloží, kámen, dřevo).

## Pěšiny jako vysvětlovací vzor
Friedrich Hayek na příkladu pěšin vysvětloval svou filosofii spontánního řádu. Společenské instituce jako jazyk, právo, morálka nebo tržní ekonomika podle ní nevznikly lidským rozumem, ale jsou výsledkem jednání miliónů jednotlivců, z nichž každý má své vlastní hodnoty a sleduje své vlastní cíle. Přestože každý jednotlivec sleduje jen svůj cíl, výsledkem je něco, co je užitečné i pro ostatní. Hayek tento proces vysvětluje na vzniku pěšiny v lese: první člověk, který prošel lesem, vyšlapal stopu, a další lidé ji využili, protože se jim v ní lépe šlo. Každý z nich přispěl k vyšlapání pěšiny užitečné ostatním, ačkoliv sám sledoval jen svůj zájem.